# 바지라오 마스타니
《바지라오 마스타니》(힌디어: बाजीराव मस्तानी)는 2015년 개봉한 인도의 서사, 역사, 로맨스 영화이다. 산제이 릴라 반살리가 감독을, 프라카시 R. 카파디아가 각본을 맡았다. 2016 필름페어상 작품상 수상작이다.

## 출연

### 주연
- 란비르 싱
- 디피카 파두콘

### 조연
- 프리양카 초프라
- 마헤쉬 만레카
- 탄비 아즈미

## 기타
- 시각효과: 프래새드 수타르